# Eparchie bijská
Eparchie bijská je eparchie ruské pravoslavné církve nacházející se v Rusku.

## Území a titul biskupa
Zahrnuje správní hranice území Bijského, Zonalského, Krasnogorského, Soltonského, Altajského, Bystroistokského, Petropavlovského, Troického, Jelcovského, Celinnojského, Smolenského, Sovětského a Soloněšenského rajónu Altajského kraje. 
Eparchiálnímu biskupovi náleží titul biskup bijský a belokurichinský.

## Historie
Dne 2. ledna 1880 byl na žádost biskupa Petra (Jekatěrinovského) Svatým synodem zřízen bijský vikariát tomské eparchie. Dne 7. února byl jmenován na bijskou katedru archimandrita Vladimir (Petrov), který byl 16. března vysvěcen v Tomsku na biskupa bijského. Stal se vedoucím Altajské duchovní misie.
Roku 1883 přestěhoval sídlo misie z vesnice Ulala (dnes Gorno-Altajsk) do Bijsku, kde bylo vytvořeno misijní centrum, jehož součástí byla i Bijská misijní katechetická škola (od 27. března 1890 ve statutu teologického semináře), archiv a misijní knihovna.
Roku 1919 byl z vikariátu Svatým synodem zřízena eparchie. Prvním biskupem se stal dosavadní vikář Innokentij (Sokolov).
Po svém zatčení roku 1922 se nemohl vrátit do své eparchie ale nadále ji řídil. Nově jmenování biskup Nikita (Pribytkov) byl nějakou dobu označován jako vikář bijský, rubcovský, ojrotský a barnaulský. Poté se stala eparchie znovu vikariátem, načež byl znovu prohlášen eparchií.
V letech 1932-1937 byla bijská katedra spravována barnaulskými biskupy. Poté byla neobsazena. Roku 1943 bylo území eparchie včleněno do novosibirské eparchie. 
Roku 1949 byla obnovena jako vikariát novosibirské eparchie. Po roce 1957 byla katedra znovu neobsazena.
Dne 5. května 2015 byla Svatým synodem obnovena a oddělena od barnaulské eparchie. Stala se součástí nové altajské metropole.

## Seznam biskupů

### Vikariát Bijsk Tomské eparchie
- 1880–1883 Vladimir (Petrov)
- 1884–1891 Makarij (Něvskij), svatořečený
- 1891–1893 Vladimir (Seňkovskij)
- 1894–1898 Mefodij (Gerasimov)
- 1899–1901 Sergij (Petrov)
- 1901–1905 Makarij (Pavlov)
- 1905–1919 Innokentij (Sokolov)

### Eparchie bijská
- 1919–1927 Innokentij (Sokolov)
- 1927–1931 Nikita (Pribytkov), svatořečený mučedník
- 1931–1932 German (Kokel), dočasný administrátor, svatořečený mučedník
- 1932–1933 Tarasij (Livanov), dočasný administrátor
- 1933–1937 Iakov (Maskajev), dočasný administrátor, svatořečený mučedník
- 1937–1937 Grigorij (Kozyrev), dočasný administrátor

### Vikariát Bijsk Novosibirské eparchie
- 1949–1952 Nikandr (Voljannikov)
- 1956–1957 Donat (Ščjogolev)

### Eparchie bijská a belokurichinská
- 2015–2018 Serapion (Dunaj)
- 2018–2019 Sergij (Ivannikov), dočasný administrátor
- od 2019 Serafim (Savostjanov)